# Abbildungsbreite
Die Abbildungsbreite gehört zur Lautsprecher-Stereolokalisation. Sie gibt die Breite des gehörten Klangkörpers auf der Lautsprecherbasis oder die Breite der Stereobasis in Prozent von der Stereomitte (Stereo-Center) an. Dieses hängt direkt mit der Mikrofonbasis und dem Achsenwinkel des Hauptmikrofons zusammen, also mit dem von ihm erzeugten Aufnahmebereich.
Mit technischen Mitteln wird auch versucht, die Abbildungsbreite zu beeinflussen. Zu diesem Zweck wird die Gewichtung von gleich- und gegenphasigen (verpolten) Signalanteilen verändert. Moderne Stereoprozessoren bieten eine dynamische Regelung der Abbildungsbreite in Abhängigkeit von den Signaleigenschaften.